# Matas
Matas è una ex freguesia nel comune di Ourém, in Portogallo. Ha un'area di 14,38 km² e 1.034 abitanti, con una densità di 73,6 per km².

## Monumenti e luoghi d'interesse
Matas conserva molti monumenti storici, tra cui la sua Chiesa matrice, chiamata "Igreja Matriz de Matas". Altri siti importanti sono A Capela de Outeiro das Matas e il Cemiterio de Pisao.